# Нижньогородська провінція
Нижньогородська провінція — одна з провінцій Московського царства і з 1721 року Російської імперії. Центр — місто Нижній Новгород.
Нижньогородська провінція була утворена в складі Нижньогородської губернії за наказом Петра I «Про устрій губерній і про визначення в них правителів» у 1719 році. До складу провінції були включені міста Нижній Новгород, Балахна й Юр'євець. За ревізією 1710 року в провінції налічувалося 40,4 тисяч селянських дворів.
У листопаді 1775 року поділ губерній на провінції було скасовано.